# Mieczysław Wiliński
Mieczysław Wiliński (ur. 28 października 1898 w Sankt Petersburgu, zm. 16 lutego 1943 w KL Auschwitz) – porucznik administracji artylerii Wojska Polskiego, magister prawa.

## Życiorys
Młodość spędził w Kijowie, służył w armii rosyjskiej. 12 lipca 1920 zgłosił się na ochotnika do armii polskiej i został przyjęty do Baterii Zapasowej 10 Pułku Artylerii Polowej w Łodzi, a następnie przeniesiony do 4 Pułku Artylerii Ciężkiej w Łodzi. Równocześnie studiował prawo na Uniwersytecie Warszawskim; tytuł magistra uzyskał w 1934. Z polecenia Wojskowego Biura Historycznego opracował historię 4 Pułku Artylerii Ciężkiej.
Po wybuchu II wojny światowej działał w konspiracji w Warszawie. 3 października 1942 roku został aresztowany przez Gestapo i uwięziony na Pawiaku. W nocy z 18 na 19 listopada 1942 został przewieziony do KL Auschwitz, gdzie otrzymał numer więźniarski 76168 i status więźnia politycznego. Został zamordowany 16 lutego 1943 roku.